# Loboptera ombriosa
Loboptera ombriosa är en kackerlacksart som beskrevs av Martin och Izquierdo 1987. Loboptera ombriosa ingår i släktet Loboptera och familjen småkackerlackor.

## Underarter
Arten delas in i följande underarter:
- L. o. ombriosa
- L. o. meridionalis